# Résolution 124 du Conseil de sécurité des Nations unies
Membres permanents
- Chine (Taïwan)
- États-Unis
- France
- Royaume-Uni
- URSS

Membres non permanents
- Australie
- Colombie
- Cuba
- Iraq
- Philippines
- Suède

Résolution no 123 Résolution no 125
La Résolution 124 est une résolution du Conseil de sécurité de l'ONU votée le 7 mars 1957 concernant le Ghana et qui recommande à l'Assemblée générale des Nations unies d'admettre ce pays comme nouveau membre.

## Texte
- Résolution 124 Sur fr.wikisource.org
- Résolution 124 Sur en.wikisource.org